# Божидар Лукарскі
Божидар Лукарскі (болг. Божидар Лукарски; нар. 23 червня 1972, Перник) — болгарський юрист і політик, лідер Союзу демократичних сил (СДС) з 2013 р., міністр економіки Болгарії з 2014 р.

## Біографія
У 1996 р. він закінчив юридичний факультет Софійського університету. У 1998–2002 рр. він працював експертом Регулюючого органу з питань приватизації. Потім він був секретарем (до 2003 р.) і заступником голови (з 2007 р.) софійського району Младост. У 2008 р. він почав приватну юридичну практику.
У 1999 р. він вступив до Союзу демократичних сил, з 2010 р. очолював комітет з аудиту партії. У липні 2013 р. Божидар Лукарскі був обраний лідером СДС. Він був одним із співзасновників коаліції «Реформаторський блок». На дострокових парламентських виборах у жовтні 2014 р. отримав мандат члена Народних зборів.
7 листопада 2014 р. вступив на посаду міністра економіки у другому уряді Бойко Борисова.